# آندریا مرونی
آندریا مرونی (انگلیسی: Andrea Meroni؛ زادهٔ ۹ ژانویهٔ ۱۹۹۷) بازیکن فوتبال است.
از باشگاه‌هایی که در آن بازی کرده‌است می‌توان به باشگاه فوتبال پیزا اشاره کرد.